# Cnemaspis mcguirei
Espèce
Cnemaspis mcguirei est une espèce de geckos de la famille des Gekkonidae.

## Répartition
Cette espèce est endémique du Perak en Malaisie. Elle se rencontre sur le Gunung Inas, le Bukit Larut et le Gunung Bubu dans les monts Bintang.

## Description
Cnemaspis mcguirei mesure, queue non comprise, jusqu'à 65,2 mm pour les mâles et jusqu'à  55,1 mm pour les femelles.

## Étymologie
Cette espèce est nommée en l'honneur de Jimmy Adair McGuire.

## Publication originale
- Grismer, Grismer, Wood & Chan, 2008 : The distribution, taxonomy, and redescription of the geckos Cnemaspis affinis (Stoliczka 1887) and C. flavolineata (Nicholls 1949) with descriptions of a new montane species and two new lowland, karst- dwelling species from Peninsular Malaysia. Zootaxa, n. 1931, p. 1–24.